# Statistiques ethniques aux Pays-Bas
Les statistiques ethniques aux Pays-Bas sont autorisées y compris pour l'analyse de la criminalité. Comme dans d'autres pays européens, l’immigration extra européenne a surtout débuté après la Seconde Guerre mondiale.

## Statistiques ethniques
Pour des raisons techniques, il est temporairement impossible d'afficher le graphique qui aurait dû être présenté ici.

Évolution des groupes ethniques aux Pays-Bas entre 1996 - 2019
- origine hollandaise
- Afrique
- Amérique
- Asie
- Europe (hors Pays-Bas)
- Océanie

Aux Pays-Bas, les statistiques ethniques sont en accès libre.
| Statistiques ethniques en pourcentage de la population totale | 1996   | 2000   | 2005   | 2010   | 2015   | 2019   |
| ------------------------------------------------------------- | ------ | ------ | ------ | ------ | ------ | ------ |
| Origine néerlandaise                                          | 83,87% | 82,51% | 80,85% | 79,73% | 78,31% | 76,36% |
| Afrique                                                       | 2.18%  | 2.61%  | 3.13%  | 3.39%  | 3.71%  | 4.01%  |
| Amérique                                                      | 2.83%  | 3.14%  | 3.50%  | 3.69%  | 3.85%  | 4.05%  |
| Asie                                                          | 3.70%  | 4.02%  | 4.32%  | 4.45%  | 4.70%  | 5.42%  |
| Europe (hors Pays-Bas)                                        | 7.32%  | 7.62%  | 8.07%  | 8.62%  | 9.31%  | 10.02% |
| Océanie                                                       | 0.09%  | 0.10%  | 0.12%  | 0.12%  | 0.13%  | 0.14%  |

La répartition des personnes d'origine ethnique non hollandaise est inégale. D’après Maurice Crul, chercheur à l'université libre d'Amsterdam, seul un jeune de moins de 15 ans sur trois est d'origine néerlandaise à Amsterdam. Les personnes issues de l'immigration sont majoritaires dans les trois plus grandes villes des Pays-Bas, à Amsterdam depuis 2011, à Rotterdam depuis 2017 et La Haye depuis 2013,.

## Statistiques économiques
En 2007, les groupes non occidentaux étaient généralement défavorisés sur le plan socio-économique et parmi les quatre groupes non occidentaux les plus importants, les Turcs et les Marocains étaient les plus défavorisés. En 2006, seuls 38,7% des Marocains et 43,9% des Turcs âgés de 15 à 64 ans avaient un emploi, leur taux de chômage était environ quatre fois plus élevé que celui des Néerlandais de souche (17,2% pour les Marocains et 15,1% pour les Turcs), et 30% recevaient une aide sociale quelconque.
Après 2008, la crise financière et la crise de l'euro ont de nouveau frappé durement les groupes d'immigrés. En 2012, les migrants non occidentaux avaient six fois plus de chances que les Néerlandais de souche de recevoir des prestations sociales.

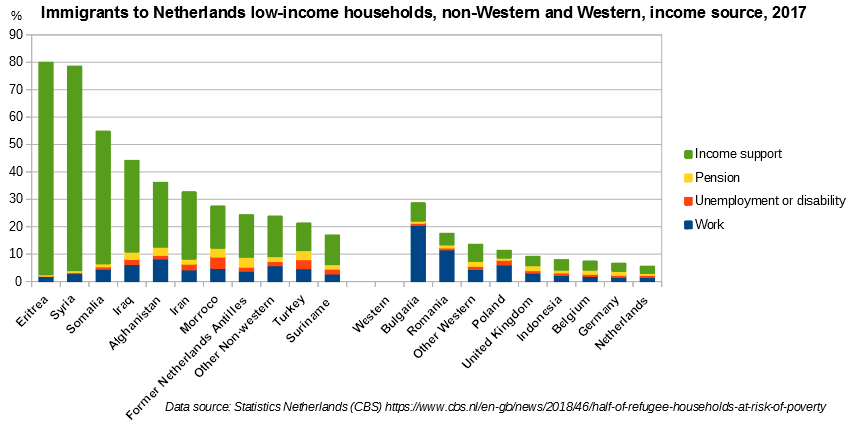
Fraction occidentale et non occidentale des ménages à faible revenu et source de revenu. Données provenant de Statistics Netherlands

Selon un rapport de 2010 de Statisics Netherlands, la troisième génération d'immigrants non occidentaux était principalement jeune, 80 % d'entre eux ayant moins de 15 ans, et augmentait de 10 % chaque année. La troisième génération a un taux d'emploi similaire à celui des Néerlandais de souche et reçoit un montant similaire de prestations sociales. La troisième génération non-occidentale suit l'éducation des adultes plus fréquemment que les Néerlandais d'origine et les immigrants non-occidentaux. La population immigrante non-occidentale dans son ensemble a une dépendance aux prestations de 1,5 à 2 fois supérieure à celle des autochtones. La troisième génération non-occidentale avait un taux légèrement supérieur à celui des Néerlandais de souche soupçonnés de crimes, mais inférieur à celui de l'ensemble des immigrants non-occidentaux,.
Selon Statistics Netherlands, près de 53 % des ménages de réfugiés ont un faible revenu, soit six fois plus que la moyenne néerlandaise (8,2 %). Pour les ménages syriens et érythréens, cette proportion est d'environ 80 %. Le risque de pauvreté est le plus faible parmi les ménages de réfugiés iraniens, soit 33 %. Le groupe des ménages syriens menacés de pauvreté est passé de 10 000 (76 % de tous les ménages syriens en 2016) à 18 000 (79 % de tous les ménages syriens) en 2018. Les ménages d'origine polonaise, roumaine ou bulgare présentent un risque de pauvreté supérieur à la moyenne, même si les ménages de ces pays d'Europe orientale dépendent généralement du travail pour leur revenu. Les travailleurs migrants d'Europe de l'Est occupent généralement des emplois peu qualifiés alors que les migrants d'Europe occidentale sont souvent très instruits.

## Statistiques criminelles
Selon Statistics Netherlands, alors que les personnes vivant aux Pays-Bas ayant au moins un parent non néerlandais représentent 21,3 %, de la population totale elles constituaient 62,8 % de la population carcérale en 2013.